# Andrés Isasi
Pour les articles homonymes, voir Isasi et Linares.
Andrés Isasi est un compositeur et pianiste basque espagnol, né Andrés Isasi y Linares à Bilbao le 28 octobre 1890, et mort à Algorta le 6 avril 1940.

## Biographie
Enfant, chez son grand-père qui possède un piano, il apprend à jouer de l'instrument en autodidacte, avant de prendre des premières leçons de composition, d'harmonie, et bien entendu de piano, auprès du professeur Unceta à Bilbao. Il poursuit ses études musicales en Allemagne, à Berlin où il s'installe, à partir de 1909, avec Karl Kampf et surtout Engelbert Humperdinck. Au contact de ce dernier, Isasi développe notamment un goût marqué pour les formes symphoniques, dans un style romantique tardif. En outre, il se familiarise avec les lieder (mélodies allemandes), et en compose alors lui-même plusieurs.
En 1914, avec le début de la Première Guerre mondiale, il retourne à Bilbao et mènera dans les années 1920 une carrière de pianiste-concertiste, avant de se retirer dans le village côtier d'Algorta, où il recevra régulièrement dans sa maison de nombreux artistes, en divers domaines. Également poète à ses heures, il écrit dans les années 1930 plusieurs recueils de « canciones » (mélodies ou chansons espagnoles), sur ses propres textes — se souvenant alors de son apprentissage, à Berlin, des lieder —. Il sera aussi un ornithologue amateur et notera de nombreux chants d'oiseaux, qu'il regroupera dans un recueil nommé Ornitofonía. Comme son collègue et cadet, le français Olivier Messiaen, il réutilisera plusieurs de ces chants dans certaines compositions. Isasi meurt prématurément en 1940, quasiment oublié et ayant eu, durant les vingt dernières années de son existence, toutes les difficultés à faire jouer sa musique (celle-ci, empreinte de « germanisme », n'était pas la bienvenue dans les cercles musicaux basques — ni même plus largement espagnols —, évidemment « nationalistes »).
On lui doit des pièces pour piano (dont des sonates), de la musique de chambre (dont six quatuors à cordes), un concerto pour piano, deux symphonies (et deux autres réputées perdues), trois suites pour orchestre, six poèmes symphoniques, des œuvres chorales et, comme évoqué plus haut, des mélodies ou chansons (pour voix et piano).

## Postérité

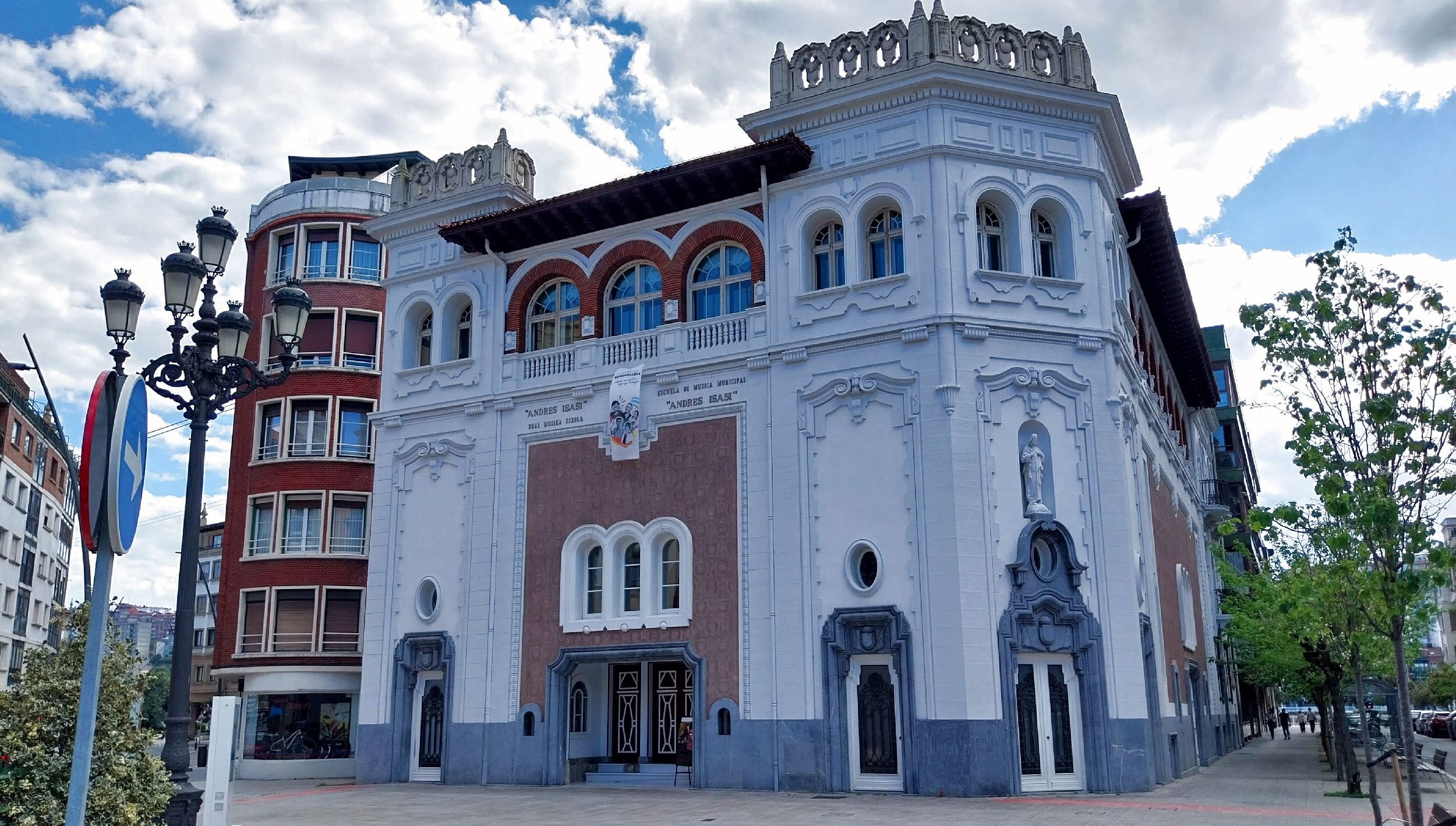
École de musique Andrés Isasi à Getxo.

L'école de musique de Guecho, au Pays basque, porte son nom.

## Compositions (sélection)

### Période de jeunesse (jusqu'en 1908)
Pièces pour piano
Cromos, 6 pièces op. 73 (1907) ; Hojas Moriscas, 6 pièces op. 74 (1906) ; Carnaval, 2 pièces op. 85 (1907 ; dédié à Enrique Granados).
Autres œuvres
Escenas rurales (ou Escenas rústicas), pour flûte et piano, op. 69 ; Melodías, pour voix et piano, op. 75 ; Quatuor à cordes ("n° 6") en mi mineur op. 83 (1908).

### Période allemande (1909-1914)
Poèmes symphoniques
Zharufa op. 12 (1911) ; Poème érotique (Erotische Dichtung) op. 14 (1912) ; Amor dormido op. 17 (1913) ; L'Oracle (Das Orakel) op. 18 (1913) ; Le Péché (Die Sünde) op. 19 (1913) ; Images (Ihr Bild) op. 20 (1914). 
Autres œuvres
Symphonie no 1 op. 10 (créée en 1911) ; Lieder pour voix et piano, sur des textes de Heinrich Heine, op. 16 (1913) ; Berceuse tragique (Berceuse tragica) pour violon et orchestre op. 22 no 1 (1914).

### Période médiane (1915-1932)
Pièces pour piano
Sonate no 2 en ut mineur op. 28 (créée en 1928) ; Sonata sabatina op. 34 (1924) ; 3 ballades (Balladen) op. 36 (1924) ; Impromptu, intermezzo e fuga op. 37 (1925) ; Esquisses (Skizzen), 7 pièces op. 38 (1929) ; 2 valses op. 39 (1929) ; Impromptu, intermezzo e fuga no 2 en fa majeur op. 40 ; Impromptu, intermezzo e fuga no 3 op. 46.
Autres œuvres
Concerto pour piano et orchestre op. 24 ; Sonate pour violon et piano en fa mineur op. 25 (créée en 1917) ; Suite no 2 pour orchestre en mi majeur op. 21 (1915) ; Symphonie no 2 en sol majeur op. 23 (1915, créée en 1931) ; Quatuor à cordes no 1 en sol majeur op. 11 (créé en 1916) ; Quatuor à cordes no 2 en la mineur op. 27 (créé en 1920) ; Quatuor à cordes no 3 en mi mineur (sans op.) ; Quatuor à cordes no 4 en ré majeur op. 31 ; Quatuor à cordes no 5 en ut mineur op. 32 (1921) ; Messe en fa majeur Ocasio amici op. 42 (1930) ; Angelus op. 43, pour chœurs a cappella (créé en 1930) ; Suite pour guitare Guitarra lírica op. 45 (dédiée à Andrés Segovia).

### Dernière période (1933-1940)
Pièces pour piano
Sonate no 3 op. 52 Sonata marinera (1935) ; 3 sonatines op. 53 (1935) ; Films, cycle op. 72 ; Suite op. 78.
Canciones (chansons ou mélodies) pour voix et piano
(sur des textes du compositeur)
Recueil op. 47 (1933) ; Recueil op. 48 (1933 à 1939) ; Recueil op. 49 (1934 à 1939) ; Recueil op. 50 (1934 à 1939) ; La Canción del Brujo op. 51 ; Recueil op. 57 (1939) ; Recueil op. 58 (1939) ; Recueil op. 59 (1939).

## Sources
- (es) Andrés Isasi : éléments de biographie, liste d'œuvres, discographie ;
- (en) Deux articles consacrés à Andrés Isasi sur le site « MusicWeb International », avec éléments de biographie, à l'occasion de parutions discographiques :
  - En septembre 2002 (un CD éd. Claves Records) ;
  - En mai 2004 (un CD éd. Naxos).
- Les textes accompagnant ces deux CD (collection privée) ont également fourni des éléments de biographie.